# Giorgio Valentinuzzi
Giorgio Valentinuzzi (Monfalcone, 2 marzo 1931 – Gorizia, 15 maggio 2019) è stato un calciatore e allenatore di calcio italiano, di ruolo ala.

## Caratteristiche tecniche
Giocò come ala destra.

## Carriera
Cresciuto nel C.R.D.A. Monfalcone, fu prelevato dall'Inter, che nel 1951 lo girò in prestito all'Alessandria. Fu poi ceduto al Lanerossi Vicenza nel 1956-1957 dal Bologna (dove aveva segnato 2 reti anche nella Mitropa Cup) in cambio di Mirko Pavinato, esordendo il 16 settembre 1956 in Palermo-L.R. Vicenza (3-1), segnando durante la stagione 4 reti, contro l'Atalanta, il Torino, la Fiorentina ed il Milan.
Importante segnalare una sua presenza in Nazionale Giovanile il 13 Aprile 1954, nel campo di Bologna, Italia del Nord vs. Germania del Sud vittoriosa per 3 a 1.
Fu ceduto nel 1958-1959 al Verona in cambio di Larini.